# Energy Information Administration
U.S. Energy Information Administration (EIA, Úřad pro energetické informace USA) je hlavní agenturou Spojených států amerických odpovědnou za shromažďování, analýzu a šíření informací o energetice pro podporu tvorby politiky, efektivity trhů a veřejného chápání energie a její souvislosti s ekonomikou a životním prostředím. Programy EIA pokrývají údaje o uhlí, ropě, zemním plynu, elektrické, obnovitelné a jaderné energii. EIA je součástí Ministerstva energetiky USA.